# Indohya humphreysi
Indohya humphreysi är en spindeldjursart som först beskrevs av Harvey 1993.  Indohya humphreysi ingår i släktet Indohya och familjen Hyidae. Inga underarter finns listade i Catalogue of Life.